# 苦戦
| ウィキペディアには「苦戦」という見出しの百科事典記事はありません（タイトルに「苦戦」を含むページの一覧/「苦戦」で始まるページの一覧）。 代わりにウィクショナリーのページ「苦戦」が役に立つかもしれません。 |